# Bylinný čaj

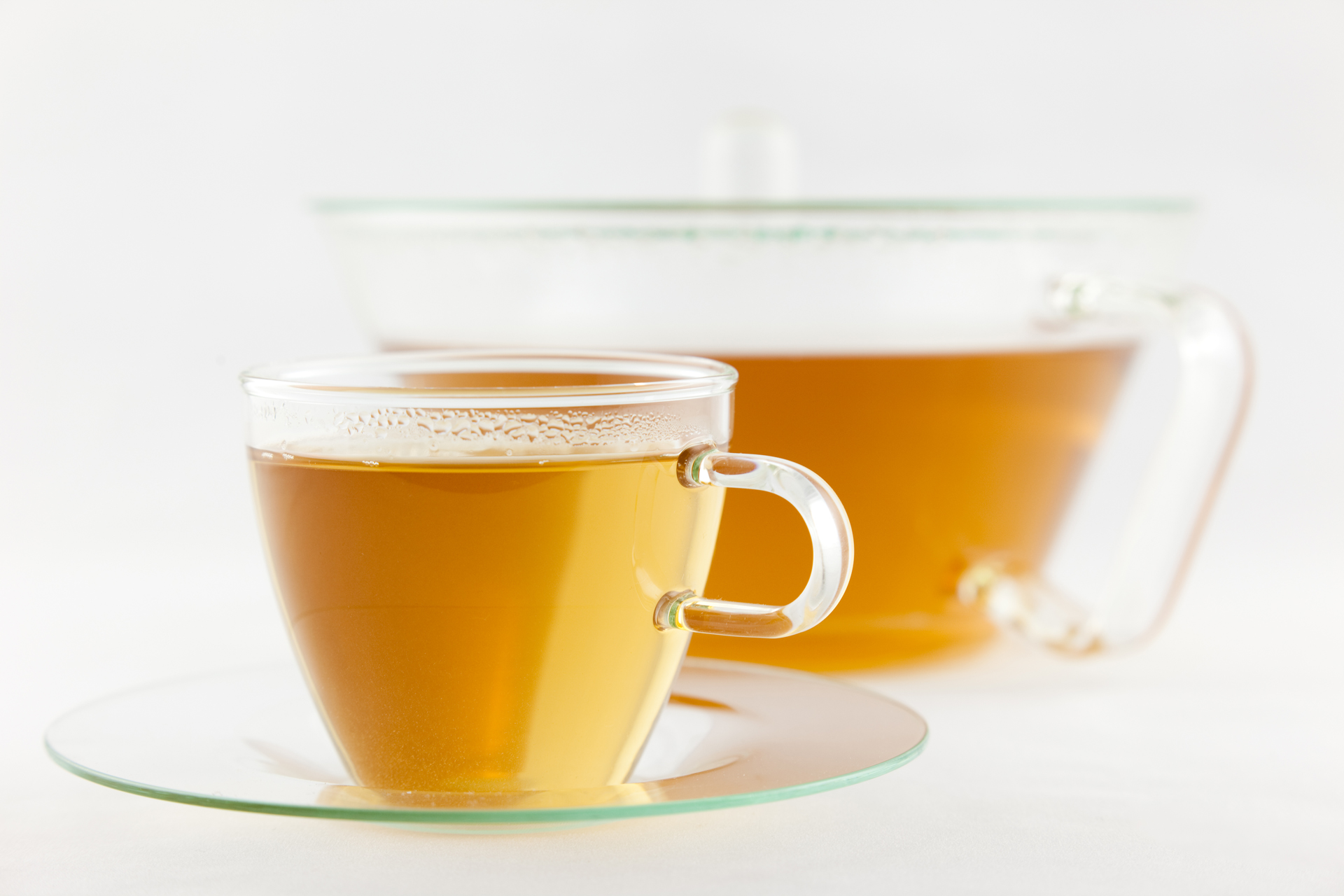
Bylinný čaj

Bylinný čaj je souhrnný název pro rostlinné bylinné nálevy, odvary a výluhy, například z máty, meduňky, heřmánku, konopí, kopřivy, šalvěje, lípy (rodu), ostropestřce mariánského, řepíku lékařského, mateřídoušky, pampelišky, nebo Rooibos, s výjimkou nálevu z čajovníku. Bylinné čaje jsou často připravovány pro jejich léčebné nebo preventivní účinky. Z důvodu nevyrovnaného obsahu látek v rostlinách se bylinné čaje až na výjimky (brusnice borůvka, ostružiník maliník, divizna velkokvětá a další) nedoporučují pít dlouhodobě.
Obvykle stačí čerstvou nebo i sušenou část byliny (asi jedna čajová lžička (5g) na 1 hrnek (1/4l) čaje )zalít vřící vodou a nechat několik minut louhovat. Čaj z čerstvých bylin je silnější, protože léčivé látky v rostlině postupem času mizí a ztrácí na účinnosti. Některé druhy bylin (např. jmelí) se ale zapařit horkou vodou nedoporučují, protože působením tepla mizí značný počet jejich účinných látek. Tehdy je možno bylinu macerovat - tj. nechat ji několik hodin louhovat ve vodě studené.

## Některé byliny vhodné pro přípravu nálevů
- Bez černý (Sambucus nigra), květ - ve směsi s lípou a diviznou při nachlazení
- Brusnice borůvka (Vaccinium myrtillus), list - při cukrovce
- Divizna velkokvětá (Verbascum thapsiforme), květ - ve směsi s bezinkami a lípou při nachlazení
- Heřmánek pravý (Matricaria chamomilla), květ - při zažívacích potížích
- Kopřiva dvoudomá (Urtica dioica), nať - močopudné účinky
- Lípa srdčitá (Tilia cordata), květ - při nachlazení
- Máta peprná (Mentha piperita), list, nať - při trávicích potížích, při nadýmání, při chorobách žlučníku, při zánětech - má desinfekční účinky
- Meduňka lékařská (Melissa officinalis), list - pro dobrý spánek, při špatném zažívání
- Měsíček lékařský (Calendula officinalis), květ - protizánětlivé účinky
- Ostružiník maliník (Rubus idaeus), list - do směsí pro zlepšení jejich chuti
- Pelyněk pravý (Artemisia absinthium), nať - při poruchách zažívání
- Plicník lékařský (Pulmonaria officinalis), nať - při zánětech horních cest dýchacích
- Podběl lékařský (Tussilago farfara), květ - při nachlazení, při průjmech
- Proskurník lékařský (Althaea officinalis), kořen - do plicních čajů
- Růže šípková (Rosa canina), plod - obsahuje velké množství vitamínu C
- Šalvěj lékařská (Salvia officinalis), list, nať - při zánětech horních cest dýchacích
- Třezalka tečkovaná (Hypericum perforatum), nať - protizánětlivé účinky, pro dobrý spánek, při nervových potížích